# Зауткин, Валерий Васильевич
Валерий Васильевич Зауткин (9 сентября 1940, с. Кичменгский Городок, Вологодской области — 17 августа 2021, Владивосток) — советский и российский учёный-физик, доктор физико-математических наук, профессор. Заслуженный работник высшей школы Российской Федерации, заслуженный профессор Дальневосточного государственного технического университета, академик Российской академии высшей школы, председатель Дальневосточного отделения Научно-методического совета по физике Министерства образования РФ.

## Биография
Родился 9 сентября 1940 года в селе Кичменгский Городок Вологодской области.
В 1948 году поступил в среднюю школу, в старших классах увлекался физикой, которую преподавал Шашерин Николай Михайлович.
В 1958 году поступил в Свердловский политехнический техникум на специальность «Электрические станции, сети, системы», который окончил в 1960 году и по распределению поступил на работу в Свердловский городок N19 начальником смены электроцеха ТЭЦ. В этом же году поступает на заочное отделение Уральского политехнического института на специальность «Теоретическая и экспериментальная физика».
В 1962 году переводится на очное отделение Уральского политехнического института, преддипломную практику проходит в Ленинграде, в Институте полупроводников. В 1968 году после защиты диплома на тему «Параметрическое возбуждение спиновых волн» возвращается в Свердловск на кафедру теоретической и экспериментальной физики, работает инженером и ассистентом.
В 1969 году поступает в аспирантуру Института полупроводников, который вскоре слился с Физико-техническим институтом им. А. Ф. Иоффе Академии наук, и в 1973 году успешно защищает кандидатскую диссертацию на тему «Запороговое поведение и взаимодействие спиновых волн при параллельной накачке» в Институте физики металлов АН в г. Свердловск.
В 1973 годе по распределению едет во Владивосток, где попадает на кафедру физики ДВПИ, которой в то время руководила Чуракаева Наталья Павловна. Здесь он создает свою лабораторию, начинает совместную работу с профессором Львовым Виктором Сергеевичем, лаборатория которого в Новосибирском Академгородке стала центром теоретических исследований в области нелинейных спиновых волн.
Частые командировки в Новосибирск, Свердловск и Ленинград, встречи и консультации с видными учеными в области нелинейных колебаний, магнитогидродинамики, проблем управления термоядерной плазмы, с которой система нелинейных спиновых волн имеет много общего, позволило вести работы в ДВПИ на самом современном уровне.
С 1981 года по 2003 год — заведующий кафедрой физики ДВГТУ. В 1988 году защищает докторскую диссертацию в Физико-техническом институте им. А. Ф . Иоффе по теме: «Резонансные явления при параметрическом возбуждении спиновых волн».
В 1992 году назначен на должность первого проректора ДВГТУ, образованного из ДВПИ, в которой он проработал вплоть до 1998 года.
с 2003 по 2021 годы — профессор кафедры физики ДВГТУ и затем (с 2011 года) — профессор кафедры общей и экспериментальной физики ДВФУ.
Умер 17 августа 2021 года во Владивостоке. Похоронен на Морском кладбище.

## Научная деятельность и труды
Научные интересы: физика магнитных явлений, физика нелинейных явлений, физика твердого тела, магнитный резонанс.
Опубликовал 80 научных и методических работ. Главные научные работы опубликованы в изданиях РАН: «Журнал экспериментальной и теоретической физики» и «Физика твёрдого тела».
Провёл исследования нелинейных спиновых волн. Открыл два новых явления — коллективный резонанс спиновых волн, обусловленный новым типом колебаний в ферромагнетике, и двойной параметрический резонанс спиновых волн.

## Общественно-педагогическая деятельность и труды
Педагогические интересы: проблемы высшей школы, методика преподавания физики.
Председатель регионального отделения Дальнего Востока Российской Федерации по физическому образованию.
Член Координационного совета по физическому образованию Минобрнауки РФ (1997—2017).
Автор книги «От натурфилософии к классической физике: история развития физики с античных времен до XIX века» (2007).

## Награды, признание
- Заслуженный работник высшей школы Российской Федерации — за заслуги в научной работе, значительный вклад в дело подготовки высококвалифицированных специалистов (1997)[7].
- Благодарность Думы г. Владивосток — за многолетнюю добросовестную работу, личный вклад в подготовку квалифицированных кадров — 2018[8].
- Член Ассоциации инженерного образования России от Приморского края[9].
- Член Президиума Научно-методического Совета по физике Министерства образования и науки Российской Федерации[10].

## Семья
Дед — Степан Зауткин, мещанин.
Отец — Василий Степанович Зауткин, окончил сельскохозяйственный техникум в Великом Устюге и был первым агрономом и директором МТС, а затем — руководителем производственного сельскохозяйственного управления всего района.
Дочь — Зауткина Елена Валерьевна.

### Диссертации
- Зауткин, Валерий Васильевич. Исследование запорогового поведения и взаимодействия спиновых волн при параллельной накачке : диссертация … кандидата физико-математических наук : 01.04.11. — Ленинград, 1972. — 108 с. : ил.
- Зауткин, Валерий Васильевич. Резонансные явления при параметрическом возбуждении спиновых волн : диссертация … доктора физико-математических наук : 01.04.07. — Владивосток, 1988. — 274 с. : ил.[11]

### Избранные труды
- Зауткин В. В., Львов В. С., Старобинец С. С. О резонансных явлениях в системе параметрических спиновых волн // ЖЭТФ, 1972, т. 63, с. 182—189
- Зауткин В. В. и др. Параллельная накачка спиновых волн в монокристаллах иттриевого граната //Zhurnal eksperimental’noi teoreticheskoi fiziki. — 1972. — Т. 62. — №. 3. — С. 1782.
- Зауткин В. В., Старобинец С. С. Автоколебания намагниченности при параллельной накачке спиновых волн. — ФТТ, 1974, сс. 678—686
- Зауткин В. В., Львов В. С., Орел Б. И., Старобинец С. С. Коллективные колебания большой амплитуды и двойной параметрический резонанс магнонов // ЖЭТФ, 1977, т. 72, с. 272—284
- Aliev, A. N., Gal’tsov, D. V., Bogdanov, I. V., Gaina, A. B., Chibisov, G. V., V.V. Zautkin & Sokol A. V. (1989). Gravitational radiation in the field of a cosmic string. // Zh. Eksp. Teor. Fiz, 96, pp. 3-13.
- Zautkin V. V., Orel I., Cherepanov V. B. Parametric excitation of spin waves by noise modulation of their frequencies //Zh. Eksp. Teor. Fiz. — 1983. — V. 85. — P. 720
- Yamazaki, H., V. Zautkin, V., Morishige, Y., & Chikamatsu, M. (1980). Saturation of Parallel-Pumped Magnons in the Two-Dimensional Ferromagnets K2CuF4 and (CH3NH3) 2CuCl4. Journal of the Physical Society of Japan[англ.], 49(1), 139—143
- Zautkin V. V., Orel B. I. Inhomogeneous collective oscillations of magnons //Zh. Eksp. Teor. Fiz. — 1980. — Т. 79. — С. 287.
- Zhdanov, V. P., Tsytovich, V. N., Perel’man, N. F., Kovarskii, V. A., Averbukh, I. S., Sovestnov, A. E., … & Kulagin, N. E. (1980). Resonance bremsstrahlung of an electron in collision with an ion. Zh. Eksp. Teor. Fiz, 79, 3-7.
- Zautkin V. V. et al. Large-amplitude collective oscillations and the double parametric resonance of magnons //Zh. Eksp. Teor. Fiz. — 1977. — v. 72. — pp. 272—284.
- Zautkin V. V., Starobinets S. S. Magnetization self-oscillations in the parallel pumping of spin waves //Soviet Phys.-JETP. — 1974. — Т. 16. — №. 3. — С. 678—686
- Zautkin V. V., L’vov V. S., Starobinets S. S. Resonance Phenomena in a Parametric Spin Wave System //SOVIET PHYSICS JETP. — 1973. — Т. 36. — №. 1.
- Zautkin V. V. et al. Parallel spin-wave pumping in yttrium garnet single crystals //Sov. Phys. JETP. — 1972. — Т. 62. — С. 1782.
- Пинчук З. Д., Зауткин В. В. Магнитный эффект разбавленных сплавов зв-металлов // Вологдинские чтения. — 2006. — №. 61.
- О. Н. Крохин, В. В. Зауткин, Ю. Н. Кульчин Проблемы физического образования в технических вузах. БОРЬБА С УМО // Физическое образование в вузах. Т. 9, № 1, 2003. — С.15-22.

### Учебные пособия
- От натурфилософии к классической физике: история развития физики с античных времён до XIX века : учебное пособие для студентов вузов региона / В. В. Зауткин. — Владивосток : Изд-во ДВГТУ, 2007. — 168 с. — ISBN 978-5-7596-0739-7